# ノン子とのび太のアニメスクランブル
ノン子とのび太のアニメスクランブル（ノンことのびたのアニメスクランブル）は、1991年4月14日から2025年3月26日まで文化放送の制作によりラジオ放送・インターネット配信されたラジオ番組である。略称は「アニスク」。
パーソナリティは日髙のり子と、文化放送アナウンサー・長谷川太（本番組では「アニメチックアナウンサー・長谷川のび太」名義）。また、ノン子とは、日髙のり子の愛称。
2010年6月12日放送分で、地上波・文化放送での放送が1000回を達成した。

## 特徴
基本的に提供スポンサー関係の作品や養成所等の宣伝を前面に押し出した構成であり、ゲストもスターチャイルドや東宝製作の放送中のアニメ出演声優や、日本ナレーション演技研究所出身声優などの人選となることが多い。近年では学研パブリッシング「アニメディア」との提携もあって、今まで見られなかった人選となることも多い。ゲストは声優が多いが、監督やプロデューサーなどが出演することもある。
企画コンセプトからか、日高本人も別の番組で暗に『（アニスクは）仕事として割り切ってやっている』的な発言を行っていた。
ただし、林原めぐみや山口勝平などの気心知れたゲストに対しては、飛ばし気味になることもある。また、日高や長谷川アナのやり取りが、数あるアニラジの中では比較的地味ながらも在京ラジオ局のアニラジとしては最長記録となるほどの長寿番組としての地盤を確立している。
2007年5月に発覚した、系列企業での不祥事を受け、6月から10月中旬にかけて、日本ナレーション演技研究所がスポンサーを一時降板した。ただ、CM自体は8月以降放送再開され、7月以降は系列企業絡みとみられるゲスト人選が復活していた。
2008年度まではスターチャイルドと日本ナレーション演技研究所がスポンサーであったが、2009年4月4日放送分で降板、スポンサーが無い状態で番組が進行している。

## 歴史
番組開始当初の放送枠は、アニラジ番組の中で極めて珍しい午前中の日曜10:30からであったが、1992年4月より日曜11:00、同年10月からは日曜21:30、1993年4月からは日曜22:30に移動し、1994年4月17日から2009年10月3日まで土曜0:30の時間帯となった。2009年10月11日からは日曜4:30 - 5:00に変更される。
文化放送のみならず首都圏のラジオ放送局のアニラジ番組の中で長寿となり、放送回数は実に1000回を超え、放送・配信年数は34年となった。また、34年継続していてパーソナリティが一度も変更されなかった。
オープニングは放送開始から最終回まで変わらずen:Mango Grooveの「Penny Whistle」を使用。後に日高と長谷川アナが歌う番組イメージソングのシングルCD「shiny scramble」が発売され、番組エンディングに使われるようになる。
2010年7月4日の第1003回放送の1000回記念イベントの模様を以って地上波・文化放送での放送が終了。
2011年3月27日放送分の超!A&G+での地上波デジタルラジオ放送終了をもって地上波からは撤退。インターネット配信専業に移行した超!A&G+では翌週4月3日以降も引き続き配信されていた。
2020年4月15日放送分より国内でのCOVID-19の流行と感染拡大防止の観点から日本での緊急事態宣言が同年4月7日にて発令された事により、この放送回から5月27日までの間は隔週更新となり、この日の放送より6月3日までの間、次の週では前回の放送で再放送となっていた。6月10日以降は緊急事態宣言解除を受けて毎週更新に復している。
2020年10月からの半年間、文化放送がキー局の一つである全国ラジオネットワーク（NRN）にて本番組が文化放送発で日曜20時台前半のNRNラインネット番組となると公式サイトに記載、北日本放送へも番組販売ネットされている。過去には2020年10月4日より2021年3月28日まで和歌山放送へネットされていた。
2022年4月2日文化放送開局70周年特番開局70周年 もっと一緒に!文化放送リスナー大感謝スペシャル「きっかけはラジオ」にて『祝！文化放送開局70周年 ノン子とのび太のアニメスクランブル～アニラジの歴史はここから始まった～』放送。

## 番組の終焉
2023年10月11日放送分から隔週更新となった。
2025年3月末の超!A&G+配信サービス終了に伴い、本番組も2025年3月26日の最終回配信をもって終了。これにより、1991年4月から地上波時代から始まった番組は34年の歴史に幕を閉じた（放送・配信通算1730回）。

## 放送形式
基本的にオープニング、アニメ耳寄り情報局、そしてメインコーナーの3部で構成される。

### オープニング
日高が叫ぶ訴えを受け、長谷川と共にそれに絡んだトークを行う。

### アニメ耳寄り情報局
メインスポンサーであるスターチャイルドについての最新情報などを流す。2009年4月3日文化放送分まで長らく続いていたが、前述したスターチャイルドの撤退により、同年4月10日文化放送分からコーナー中断している。

### スペシャルスクランブル
ゲストとのトークだが、日高がゲストを迎える「ノン子の部屋」や、ゲストが初めて出演した際に長谷川がゲストを迎える「のび太の部屋」 などの形式がある。

### お葉書スクランブル
「スペシャルスクランブル」が無い週に放送。リスナーから送られたふつおたを読むコーナーであるが、読まれる葉書の量が少ないのが特徴。その代わり、1枚の葉書にかける時間が長いのも特徴である。このコーナーは不定期的に登場し、2か月に1回くらいであるが2009年のスポンサー撤退後は頻繁に実施されたり、オープニング挨拶明けにお便り紹介の時間を設けられるようになる。

### その他
- シンガーソングライターの岡崎律子が亡くなった際は追悼放送を行った[注 2]。
- スポンサーである東宝制作の劇場版『犬夜叉』には長谷川が出演しており、公開を控えた時期には、特別企画として出演声優をゲストに交えて番外編ラジオドラマ[注 3] と雑談会が放送された。
- 2004年9月11日に700回放送を達成し、同月25日には「東京ゲームショー2004」においてangela、中原麻衣、桑谷夏子、又吉愛、伊月ゆい、綱掛裕美をゲストに迎え公開録音を行う。angelaを除くゲストにより一日パーソナリティ権を賭けた「パーソナリティ争奪!秋の大運動会!」が行われ、中原麻衣が勝利。この回はBSQR489でも特別に遅れネットされていた。
- 同年11月27日に先の勝者である中原麻衣が一日パーソナリティとして「ノン子と麻衣のアニメスクランブル」として放送。長谷川がゲストとなった。番組終盤には2004年度第1回放送で放送された長谷川の「大きな古時計」が放送され、エンディング時には長谷川も司会に戻り、番組名は「ノン子とのび太と麻衣のアニメスクランブル」となった。
- メインスポンサーのスターチャイルドが制作の深夜アニメ、『いぬかみっ!』『ひまわりっ!』に日高と長谷川が共にゲスト出演している。
- 前述の通り、2010年6月13日に放送1000回を達成。6月27日に九段会館にて記念イベントが行われた。

## アニメグランプリ
毎年年末にかけて、当番組内で発表される賞。2005年からこれまでの最優秀声優賞から、最優秀男性声優賞と最優秀女性声優賞に分割された。
| 年度（回数）     | 最優秀声優賞     | 最優秀声優賞     | 最優秀音楽賞             | 最優秀作品賞                 |
| ---------------- | ---------------- | ---------------- | ------------------------ | ---------------------------- |
| 1991年（第1回）  | 林原めぐみ       | 林原めぐみ       | ブルーウォーター         | らんま1/2熱闘編              |
| 1992年（第2回）  | 日髙のり子       | 日髙のり子       | ドリーム・シフト         | らんま1/2熱闘編              |
| 1993年（第3回）  | 椎名へきる       | 椎名へきる       | Just think of tomorrow   | 無責任艦長タイラー           |
| 1994年（第4回）  | 林原めぐみ       | 林原めぐみ       | 太陽がまた輝くとき       | 幽☆遊☆白書                   |
| 1995年（第5回）  | 林原めぐみ       | 林原めぐみ       | JUST COMMUNICATION       | 新機動戦記ガンダムW          |
| 1996年（第6回）  | 林原めぐみ       | 林原めぐみ       | Give a reason            | スレイヤーズNEXT             |
| 1997年（第7回）  | 林原めぐみ       | 林原めぐみ       | don't be discouraged     | スレイヤーズTRY              |
| 1998年（第8回）  | 林原めぐみ       | 林原めぐみ       |                          |                              |
| 1999年（第9回）  | 林原めぐみ       | 林原めぐみ       |                          |                              |
| 2000年（第10回） | 林原めぐみ       | 林原めぐみ       |                          |                              |
| 2001年（第11回） | 林原めぐみ       | 林原めぐみ       | Over Soul                | フルーツバスケット           |
| 2002年（第12回） | 林原めぐみ       | 林原めぐみ       | ALL MY LOVE              | あずまんが大王               |
| 2003年（第13回） | 浅野真澄         | 浅野真澄         | 負けないで、負けないで…  | 宇宙のステルヴィア           |
| 2004年（第14回） | 能登麻美子       | 能登麻美子       | Shangri-La               | せんせいのお時間             |
| 年度（回数）     | 最優秀男性声優賞 | 最優秀女性声優賞 | 最優秀音楽賞             | 最優秀作品賞                 |
| 2005年（第15回） | 櫻井孝宏         | 斎藤千和         | ハッピー☆マテリアル      | AIR                          |
| 2006年（第16回） | 福山潤           | 平野綾           | ヒカリ                   | 涼宮ハルヒの憂鬱             |
| 2007年（第17回） | 神谷浩史         | 井上麻里奈       | もってけ!セーラーふく    | ヱヴァンゲリヲン新劇場版:序  |
| 2008年（第18回） | 中村悠一         | 釘宮理恵         | Trickster                | マクロスF                    |
| 2009年（第19回） | 神谷浩史         | 豊崎愛生         | Don't say "lazy"         | サマーウォーズ               |
| 2010年（第20回） | 岡本信彦         | 花澤香菜         | GO! GO! MANIAC           | けいおん!!                   |
| 2011年（第21回） | 宮野真守         | 悠木碧           | マジLOVE1000%            | 魔法少女まどか☆マギカ        |
| 2012年（第22回） | 梶裕貴           | 阿澄佳奈         | 太陽曰く燃えよカオス     | 魔法少女まどか☆マギカ        |
| 2013年（第23回） | 花江夏樹         | 戸松遥           | 紅蓮の弓矢               | 魔法少女まどか☆マギカ        |
| 2014年（第24回） | 松岡禎丞         | 早見沙織         | Daydream café            | 妖怪ウォッチ                 |
| 2015年（第25回） | 梶裕貴           | 内田真礼         | Star!!                   | 心が叫びたがってるんだ。     |
| 2016年（第26回） | 櫻井孝宏         | 日笠陽子         | 青空Jumping Heart        | 君の名は。                   |
| 2017年（第27回） | 前野智昭         | 早見沙織         | ようこそジャパリパークへ | けものフレンズ               |
| 2018年（第28回） | 石川界人         | 佐倉綾音         | 流星                     | ポプテピピック               |
| 2019年（第29回） | 内田雄馬         | 高橋李依         | 紅蓮華                   | 鬼滅の刃                     |
| 2020年（第30回） | 花江夏樹         | 水瀬いのり       | 炎                       | 劇場版 鬼滅の刃 無限列車編   |
| 2021年（第31回） | 内田雄馬         | ファイルーズあい | One Last Kiss            | シン・エヴァンゲリオン劇場版 |

## 配信元
- 超!A&G+（インターネット配信／ストリーミング）
2023年10月11日 - 2025年3月26日
隔週水曜日 17:30 - 18:00（リピート配信: 翌週水曜日 17:30 - 18:00）
過去の配信スケジュール
  - 2011年4月3日

日曜日 23:30 - 24:00
  - 2011年4月9日 - 2012年3月31日

土曜日 1:00 - 1:30（リピート配信: 月曜日 15:00 - 15:30）
  - 2012年4月6日 - 2014年4月4日：

金曜日 1:30 - 2:00（リピート配信: 金曜日 15:30 - 16:00）
  - 2014年4月10日 - 2015年4月2日

木曜日 18:30 - 19:00（リピート配信: 金曜日 8:30 - 9:00）
  - 2015年4月8日 - 9月30日

水曜日 17:30 - 18:00（リピート配信: 木曜日 8:30 - 9:00）
  - 2015年10月7日 - 2020年3月25日

水曜日 17:30 - 18:00（リピート配信: 木曜日 14:00 - 14:30）
  - 2020年4月1日 - 2023年3月29日

水曜日 17:30 - 18:00（リピート配信: 木曜日 15:30 - 16:00）
  - 2023年4月5日 - 2023年10月4日

水曜日 17:30 - 18:00

- 北日本放送（ラジオ放送／radikoによるインターネット配信もあり）
月曜日 18:15 - 18:45[4]
2021年度以降、年度下半期（ナイターオフ）のみ放送[注 4]。さらにこれ以前にもネット実績あり。
- 文化放送PodcastQR ・YouTube・Apple Podcast・ Spotify・Google Podcast等（インターネット配信／オンデマンド）
2023年6月9日 -　2025年3月28日

超!A&G+配信2日後に更新。配信期間は2週間

### 過去の主な放送局
- 文化放送 日曜4:30 - 5:00 【2009年10月11日 - 2010年7月4日 この期間は制作局】
1991年04月14日 - 1992年04月05日：日曜10:30 - 11:00
1992年04月12日 - 1992年10月04日：日曜11:00 - 11:30
1992年10月11日 - 1993年04月04日：日曜21:30 - 22:00
1993年04月11日 - 1994年04月10日：日曜22:30 - 23:00
1994年04月16日 - 2009年10月03日：土曜00:30 - 01:00
- ラジオ関西 土曜1:30 - 2:00 （2010年9月25日まで）
2007年12月まで：日曜2:30 - 3:00
2008年04月 - 8月25日：月曜2:00 - 2:30
2008年08月30日 - 9月27日まで：土曜0:30 - 1:00
2008年10月 - 2009年3月30日まで：月曜2:00 - 2:30
- 山形放送・ラジオ福島・山梨放送・信越放送・東海ラジオ放送・KBS京都・ラジオ大阪・高知放送
- 北陸放送 日曜20:30 - 21:00

プロ野球シーズン到来のため2008年4月 - 9月ネット離脱、2008年10月5日よりネット再開も2009年3月29日放送分で再びネット離脱。
- 西日本放送 日曜23:30 - 24:00

2007年4月から9月までは「押井守シアター ケルベロス鋼鉄の猟犬」放送のため一旦終了していたが10月より復帰も2008年3月で再びネット離脱。それ以前も幾度かネット離脱・復帰を繰り返していた。
- 新潟放送 日曜22:30 - 23:00

2009年7月5日 - 2009年10月4日（ただし、2009年8月30日は選挙特別番組（JRN-TBSラジオ発）のネットのため休止）
- 和歌山放送 日曜日 20:00 - 20:30

2020年10月4日 - 2021年3月28日（文化放送の地上波からの撤退以降では、初の地上波地方局へのネットとなった）
- 超!A&G+（地上デジタル音声放送DRP東京:ch9302・2011年3月31日実用化試験放送終了）
  - 2009年4月10日 - 2009年10月2日

金曜日 0:30 - 1:00 （リピート放送: 金曜日 12:30 - 13:00）
  - 2009年10月7日[注 5]  - 2010年8月4日

水曜日 19:00 - 19:30 （リピート放送: 木曜日 14:00 - 14:30）
  - 2010年8月8日 - 2010年9月5日

日曜日 20:30 - 21:00 （リピート放送: 水曜日 19:00 - 19:30、木曜日 14:00 - 14:30）
  - 2010年9月12日 - 2010年9月26日

日曜日 23:30 - 24:00 （リピート放送: 水曜日 19:00 - 19:30、木曜日 14:00 - 14:30）
  - 2010年10月3日 - 2011年4月3日

日曜日 23:30 - 24:00